# Kavaklıöz, Çiçekdağı
Kavaklıöz là một xã thuộc huyện Çiçekdağı, tỉnh Kırşehir, Thổ Nhĩ Kỳ. Dân số thời điểm năm 2010 là 44 người.